# The Surface Seems So Far
The Surface Seems So Far è il nono album in studio del gruppo musicale sudafricano Seether, pubblicato il 20 settembre 2024 da Fantasy Records.

## Tracce
1. Judas Mind – 4:34
2. Illusion – 4:02
3. Beneath the Veil – 3:43
4. Semblance of Me – 4:16
5. Walls Come Down – 4:26
6. Try to Heal – 4:40
7. Paint the World – 4:19
8. Same Mistakes – 4:00
9. Lost All Control – 4:33
10. Dead on the Vine – 4:32
11. Regret – 4:01

## Formazione
- Shaun Morgan – voce, chitarra
- Corey Lowery – chitarra, cori
- Dale Stewart – basso
- John Humphrey – batteria